# Us + Them
Us + Them je šesté sólové koncertní turné anglického hudebníka Rogera Waterse. Jeho první koncert proběhl dne 26. května 2017, týden před vydáním hudebníkova nového alba Is This the Life We Really Want?. Turné bylo oznámeno v říjnu 2016, kdy Waters rovněž uvedl, že přibližně 75 procent písní, které bude hrát, bude tvořit starší materiál, zatímco 25 procent nový. Název turné pochází z písně „Us and Them“ z alba The Dark Side of the Moon (1973) skupiny Pink Floyd.

## Koncerty
| Datum             | Město            | Stát   | Místo                             |
| ----------------- | ---------------- | ------ | --------------------------------- |
| 26. května 2017   | Kansas City      | USA    | Sprint Center                     |
| 28. května 2017   | Louisville       | USA    | KFC Yum! Center                   |
| 30. května 2017   | St. Louis        | USA    | Scottrade Center                  |
| 1. června 2017    | Tulsa            | USA    | BOK Center                        |
| 3. června 2017    | Denver           | USA    | Pepsi Center                      |
| 4. června 2017    | Denver           | USA    | Pepsi Center                      |
| 7. června 2017    | San José         | USA    | SAP Center                        |
| 10. června 2017   | Oakland          | USA    | Oracle Arena                      |
| 12. června 2017   | Sacramento       | USA    | Golden 1 Center                   |
| 14. června 2017   | Glendale         | USA    | Gila River Arena                  |
| 16. června 2017   | Las Vegas        | USA    | T-Mobile Arena                    |
| 20. června 2017   | Los Angeles      | USA    | Staples Center                    |
| 21. června 2017   | Los Angeles      | USA    | Staples Center                    |
| 24. června 2017   | Tacoma           | USA    | Tacoma Dome                       |
| 27. června 2017   | Los Angeles      | USA    | Staples Center                    |
| 1. července 2017  | San Antonio      | USA    | AT&T Center                       |
| 3. července 2017  | Dallas           | USA    | American Airlines Center          |
| 6. července 2017  | Houston          | USA    | Toyota Center                     |
| 8. července 2017  | New Orleans      | USA    | Smoothie King Center              |
| 11. července 2017 | Tampa            | USA    | Amalie Arena                      |
| 13. července 2017 | Miami            | USA    | American Airlines Arena           |
| 16. července 2017 | Duluth           | USA    | Infinite Energy Arena             |
| 18. července 2017 | Greensboro       | USA    | Greensboro Coliseum Complex       |
| 20. července 2017 | Columbus         | USA    | Nationwide Arena                  |
| 22. července 2017 | Chicago          | USA    | United Center                     |
| 23. července 2017 | Chicago          | USA    | United Center                     |
| 26. července 2017 | Saint Paul       | USA    | Xcel Energy Center                |
| 29. července 2017 | Milwaukee        | USA    | BMO Harris Bradley Center         |
| 2. srpna 2017     | Auburn Hills     | USA    | The Palace of Auburn Hills        |
| 4. srpna 2017     | Washington, D.C. | USA    | Verizon Center                    |
| 8. srpna 2017     | Filadelfie       | USA    | Wells Fargo Center                |
| 9. srpna 2017     | Filadelfie       | USA    | Wells Fargo Center                |
| 13. srpna 2017    | Nashville        | USA    | Bridgestone Arena                 |
| 7. září 2017      | Newark           | USA    | Prudential Center                 |
| 11. září 2017     | Brooklyn         | USA    | Barclays Center                   |
| 12. září 2017     | Brooklyn         | USA    | Barclays Center                   |
| 15. září 2017     | Uniondale        | USA    | Nassau Veterans Memorial Coliseum |
| 16. září 2017     | Uniondale        | USA    | Nassau Veterans Memorial Coliseum |
| 19. září 2017     | Pittsburgh       | USA    | PPG Paints Arena                  |
| 21. září 2017     | Cleveland        | USA    | Quicken Loans Arena               |
| 23. září 2017     | Albany           | USA    | Times Union Center                |
| 24. září 2017     | Hartford         | USA    | XL Center                         |
| 27. září 2017     | Boston           | USA    | TD Garden                         |
| 28. září 2017     | Boston           | USA    | TD Garden                         |
| 2. října 2017     | Toronto          | Kanada | Air Canada Centre                 |
| 6. října 2017     | Toronto          | Kanada | Air Canada Centre                 |
| 6. října 2017     | Québec           | Kanada | Centre Vidéotron                  |
| 7. října 2017     | Québec           | Kanada | Centre Vidéotron                  |
| 10. října 2017    | Ottawa           | Kanada | Canadian Tire Centre              |
| 16. října 2017    | Montréal         | Kanada | Centre Bell                       |
| 17. října 2017    | Montréal         | Kanada | Centre Bell                       |
| 22. října 2017    | Winnipeg         | Kanada | MTS Centre                        |
| 24. října 2017    | Edmonton         | Kanada | Rogers Place                      |
| 28. října 2017    | Vancouver        | Kanada | Rogers Arena                      |

Turné bude v roce 2018 pokračovat v Oceánii a Evropě.